# Kadom
Kadom (in russo Кадом?) è un insediamento di tipo urbano della Russia europea centrale, situato nell'oblast' di Rjazan'; è il centro amministrativo del distretto Kadomskij.
Si trova sulle rive della Mokša, 245 km a est di Rjazan'.